# Нестрам
Нестрам (грч. Νεστόριο, до 1926. грч. Νεστράμι, до 1928. грч. Άγιος Νέστωρ) је насељено место и седиште истоимене општине у периферији Западна Македонија, Грчка. Према попису из 2021. године било је 683 становника. Насеље се дели на Горњу и Доњу маалу (махалу).
На основу предања, име је добило по ослепљеним војницима цара Самуила, који су по повратку у село нису могли да раде, па су просили без срама (стида), односно нестрам.
Према бугарском географу и историчару, Василу Канчову, у Нестраму је 1900. године живело 2.700 Словена хришћана. Македонски историчар Тодор Симовски, 1998. године наводи да је Нестрам словенско насеље.

## Познате личности
- Кераца Висулчева, македонска и бугарска сликарка